# République de Koritza
1916–1920
Entités précédentes :
- Principauté d'Albanie

Entités suivantes :
- Principauté d'Albanie

La république de Korça, de Koritsa, ou de Kortcha est une région autonome mise en place par l'armée française d'Orient dans le district de l’actuelle Korçë, dans le sud de l'Albanie, durant la Première Guerre mondiale.

## Territoire et population
Le territoire de la république de Koritsa recouvre approximativement le district de l’actuelle Korçë, avec ses dépendances de Bilisht, Kolonjë, Opar (en) et Gorë (en). Il s'étend sur 60 km d’Est en Ouest et sur 100 km du Nord au Sud. Sa frontière avec le territoire albanais administré par l’Italie (à l’Ouest) se situe à mi-chemin entre les actuelles Selenitza et Ersekë. Au Sud, le territoire de la république autonome borde le royaume de Grèce. 
La population du territoire atteint les 122 315 habitants et est majoritairement composée d’Albanais musulmans (82 245 habitants). Quelques localités de la république sont cependant majoritairement aroumaines (Moscopoli, Plasa, Nicea, Frasari, etc.) et d’autres, moins importantes, sont grecques ou bulgares.
Au sein de ce territoire, la cohabitation entre les différentes communautés n’est pas toujours facile et, si les musulmans sont depuis longtemps acquis à la cause nationale albanaise, les choses ne sont pas aussi claires du côté des orthodoxes. Il semble cependant que les chrétiens de la région ont été déçus par l’attitude d’Athènes lors de l’annexion de l’Épire du Nord par la Grèce et qu’ils se montrent plutôt méfiants vis-à-vis de l’armée hellène.

## Histoire

### L'arrivée des Français et la naissance de la république
En juin 1916, la France, en froid avec le royaume de Grèce et désireuse de saper l'influence de l'Autriche-Hongrie en Albanie, fait occuper la région nord épirote de Koritsa. Paris établit ainsi une liaison entre Valona, alors occupée par l’Italie, et le Camp de Salonique, où est stationnée l'Armée d'Orient,. Le 2 octobre, le 1er régiment de chasseurs d’Afrique, commandé par le colonel de Fortou, prend officiellement possession de la ville. Il expulse alors le 46e régiment d’infanterie grec (qui occupait la région depuis octobre 1914) et fait emprisonner les fonctionnaires royalistes grecs à Thessalonique.
Le 15 novembre 1916, le colonel Descoins, ancien chef d’État-major de l’expédition des Dardanelles, est envoyé dans la région pour l’administrer au nom de la France et remplacer le représentant des Grecs vénizélistes, Périclès Argyropoulos,,. Le 10 décembre, la région de Koritsa, séparée du reste de l’Albanie par la guerre, se déclare autonome. Un protocole est alors signé, entre les autorités militaires françaises, le chef de bande chrétien Themistokli Gërmënji et les notables de la région pour y organiser la collaboration entre les pouvoirs locaux et les forces d’occupation,.
En fait, seul le patriote musulman Salih Budka, qui continue à voir dans les agents de Paris un appui du panhellénisme, poursuit sa lutte contre les Français et soutient activement les armées austro-hongroises.

### La limitation progressive de l'autonomie
Mais la signature de ce protocole contrevient au pacte de Londres, conclu avec l’Italie le 26 avril 1915, qui prévoit la mise sous-tutelle du sud de l'Albanie par Rome. Il déplaît également au chef du gouvernement provisoire grec Elefthérios Venizélos et au dictateur albanais Essad Pacha, qui convoitent tous deux la région. Face à ses alliés, la France doit donc changer de politique et, malgré le soutien du général Maurice Sarrail, le colonel Descoins est démis de ses fonctions dans la région le 11 mai 1917,. L’autonomie de la région est réduite peu de temps après avant d’être totalement supprimée le 16 février 1918.
La France abandonne par ailleurs en partie sa politique de collaboration avec les habitants du territoire. Longtemps nommé préfet de police, l'ancien chef de bande Themistokli Gërmënji est ainsi arrêté et envoyé à Salonique, où il est exécuté par un  tribunal militaire.
À l’inverse, dans les mêmes moments, l’Autriche-Hongrie proclame l’autonomie de l’Albanie sous son égide (janvier 1917) tandis que l’Italie déclare l’indépendance complète du territoire sous sa propre protection (juin 1917).

### Entre départ des Français et héritage culturel
Dès la fin de la Première Guerre mondiale, la France et l’Italie continuent à occuper et administrer l’Épire du Nord, et cela jusqu’à ce que la Conférence de la paix de Paris règle la question des frontières de l’Albanie. Après avoir un moment cherché à faire de la région une zone d'influence française, Paris quitte finalement la région le 1er mars 1920,.
Malgré tout, la présence française dans la république de Koritsa n'est pas sans laisser des traces. Créé en 1917 par le conseil des notables de la république autonome, le lycée français de Koritza joue, durant tout l’Entre-deux-guerres et jusqu’en 1942, un rôle de premier plan dans la diffusion de la culture française, mais aussi albanaise. Pendant longtemps, le lycée est en effet perçu comme un établissement d’élite et 80 % de ses élèves entrent dans la haute ou la moyenne administration après la fin de leur cursus. Il faut dire que le lycée est le premier établissement secondaire où l’enseignement est donné en albanais et qu’il est ouvert à toutes les confessions. Pourtant, Paris interdit tout d’abord la création de l’établissement, par crainte de mécontenter Venizélos et ses partisans, qui convoitent la ville et sa région. C’est donc grâce au soutien des militaires français que l’école a finalement pu voir le jour.

## Organisation du territoire

### Institutions
Selon le protocole du 10 décembre 1916, qui fait office de constitution de la région jusqu’au 27 septembre 1917, l’administration de la Krahina autonome (appelée Shqipëria Vetqeveritare, c’est-à-dire « Albanie autonome », à partir de janvier 1917) est confiée à un Conseil de 14 membres, composé de 7 notables musulmans et de 7 autres chrétiens.
Un officier français fait office de délégué du commandant militaire auprès du Conseil : c’est le lieutenant de réserve Bargeton (jusqu’au milieu du mois de janvier 1917), puis le lieutenant Siegfried. L’autorité militaire française nomme les fonctionnaires des services publics. Les forces de police et la gendarmerie albanaises, chargées de maintenir l’ordre public, sont également placées sous l’autorité du commandant militaire français.
Après le 27 septembre, et jusqu’au 16 février 1918, l’administration de la région est confiée au commandant du Groupement de Malik. Le Conseil d’administration est remplacé par un Conseil consultatif réduit à 12 membres, toujours composés pour moitié de chrétiens et pour l’autre de musulmans. La zone d’occupation française est désormais divisée en deux, au nord et au sud de Devoll : la région sud forme la république de Koritsa et la région nord le territoire de Pogradetz. Le 16 février 1918, la France supprime finalement l’autonomie du territoire.

### Symboles
Le drapeau de la république de Koritsa est le drapeau albanais (avec l’aigle noir à deux têtes de Gjergj Kastriot Skanderbeg) cravaté aux couleurs de la France.
Sa langue officielle est l'albanais. Cependant, le français est également enseigné dans toutes les écoles du territoire.
À partir du 1er février 1917, la république imprime sa propre monnaie : le franc albanais. Des timbres-poste sont par ailleurs émis par l'administration française sur place.

## Lieu de mémoire
La ville de Koritza abrite un cimetière militaire français datant de la Première Guerre mondiale. Les dépouilles de 640 soldats, dont beaucoup sont issus de l’Empire colonial, y reposent toujours.